# Gary Phillips
Gary A. Phillips (ur. 7 grudnia 1939 w Quincy, zm. 26 stycznia 2025 w Austin) – amerykański koszykarz, występujący na pozycjach rozgrywającego oraz rzucającego obrońcy, mistrz NBA z 1962 roku.

## Osiągnięcia
NCAA
- Uczestnik rozgrywek Sweet Sixteen turnieju NCAA (1961)
- Zaliczony do:
  - I składu:
    - All-American według United States Basketball Writers Association (USBWA – 1961)[4]
    - konferencji Missouri Valley Conference (MVC – 1959, 1960)

NBA
- Mistrz NBA (1962)[3]
- Wicemistrz NBA (1964)[3]